# Merlion Park

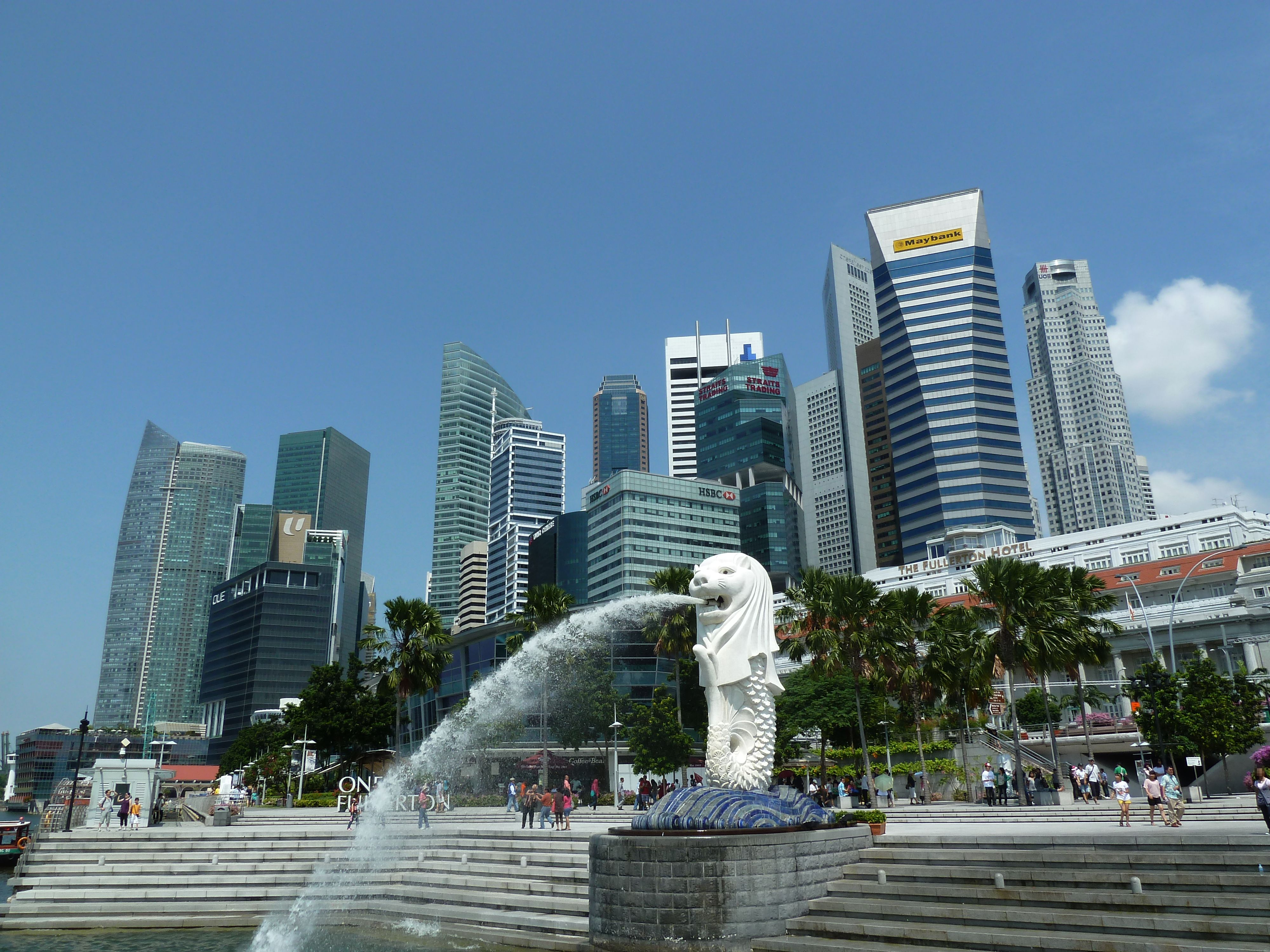
Det stora monumentet över Merlion. Det mindre monumentet syns i bakgrunden till höger.

Merlion Park är ett landmärke och en turistattraktion i Singapores stadskärna. Merlion är en mytologisk varelse med ett lejonhuvud och fiskkropp som används som maskot och Singapores nationella personifikation. Två monument över Merlion finns i parken där den äldsta statyn är 8,6 meter hög och sprutar vatten ur munnen. I närheten står ett mindre monument som endast är 2 meter högt.